# Вільфрід Нартус
Вільфрід Нартус (Wilfried Nartus; 4 травня 1943 — 13 травня 2003) — бельгійський дипломат. Надзвичайний і Повноважний Посол Бельгії в Україні.

## Біографія
Народився 4 травня 1943 року в Озелі (Бельгія). Доктор права. З 1969 року на дипломатичній роботі.  
Працював помічником посла Королівства Бельгія в Браззавілі (Республіка Конго), в Нью-Делі (Індія), в Будапешті (Угорщина), у Вашингтоні (США), перебував на посаді аташе при Кабінеті короля Бельгії, обіймав різні посади в бельгійському Міністерстві закордонних справ. З 1979 по 1981 рр. — Надзвичайний і Повноважний Посол Бельгії в Югославії. До призначення в Київ очолював делегацію своєї країни в ОБСЄ.
З 1995 по 1998 рр. — Надзвичайний і Повноважний Посол Бельгії в Україні.
До 2003 року — Надзвичайний і Повноважний Посол Бельгії в СРЮ.